# Yann Djim Ngarlendana
Yann Djim Ngarlendana (...) è un allenatore di calcio ciadiano.

## Carriera
È stato in tre occasioni commissario tecnico della Nazionale ciadiana.